# Basketbolen klub Beroe
Il BC Beroe è una società cestistica avente sede a Stara Zagora, in Bulgaria, fondata nel 1958. La squadra maschile gioca nel campionato bulgaro.

## Palmarès
- Coppa di Bulgaria: 1

2017
- Lega Balcanica: 1

2016-17